# Brezovik (Visoko)
Pour les articles homonymes, voir Brezovik.
Brezovik (en cyrillique : Брезовик) est un village de Bosnie-Herzégovine. Il est situé dans la municipalité de Visoko, dans le canton de Zenica-Doboj et dans la fédération de Bosnie-et-Herzégovine. Selon les premiers résultats du recensement bosnien de 2013, il compte 12 habitants.

## Géographie
Le village est situé au bord de la Radovljanska rijeka, un affluent de la Bosna.

## Démographie

### Évolution historique de la population dans la localité
| 1948 | 1953 | 1961 | 1971 | 1981 | 1991 | 2013 |
| ---- | ---- | ---- | ---- | ---- | ---- | ---- |
| -    | -    | 95   | 118  | 108  | 62   | 12   |

|  |

### Répartition de la population par nationalités (1991)
En 1991, les 62 habitants du village étaient tous Musulmans (bosniaques).